# Omorgus tytus
Omorgus tytus es una especie de escarabajo del género Omorgus, familia Trogidae. Fue descrita científicamente por Robinson en 1941.
Esta especie se encuentra en Pensilvania, Carolina del Sur, Georgia, Arizona y Texas.